# Мичуринское шоссе
Мичуринское шоссе (42К-075)  — одна из основных магистралей Липецкой области. Соединяет города Липецк и Мичуринск. Начинается на территории Правобережного округа Липецка от улицы Баумана, проходит по территории Грязинского и Добровского районов Липецкой области и Мичуринского района Тамбовской области. Протяжённость трассы — 85 км. За Мичуринском примыкает к федеральной трассе M6.
Трасса — кратчайший путь от Липецка до ряда райцентров Тамбовской области — Мичуринска, Дмитриевки, Староюрьева, Сосновки, а также от Тамбова до сёл Добровского района.
В перспективе планируется сократить путь между ЛКАД и Ссёлками, построив прямую дорогу.